# 大鎧

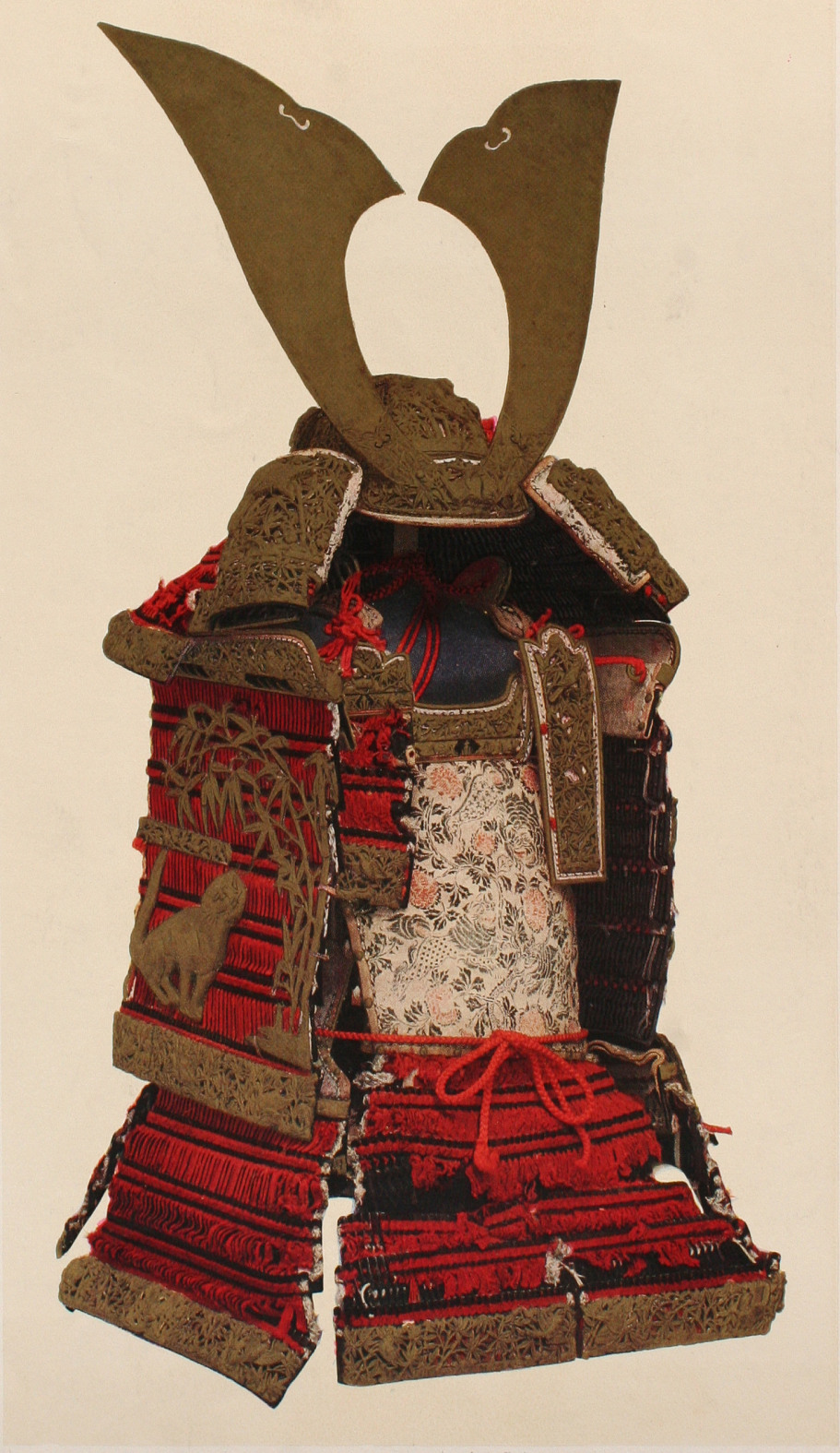
赤糸威鎧（竹雀虎金物）、鎌倉時代・13 - 14世紀（春日大社国宝殿蔵、国宝）

大鎧（おおよろい）は、日本の甲冑・鎧の形式の1つ。馬上で弓を射る騎射戦が主流であった平安 - 鎌倉時代、それに対応すべく誕生・発達し、主に騎乗の上級武士が着用した。
その成り立ちから格の最も高い正式な鎧とされ、室町時代ごろには式の鎧、式正の鎧（しきしょうのよろい）、江戸時代には本式の鎧と呼ばれた。あるいは胴丸や腹巻などと区別して、単に鎧ともいう。また古くから着背長（きせなが）という美称もあった。

## 歴史

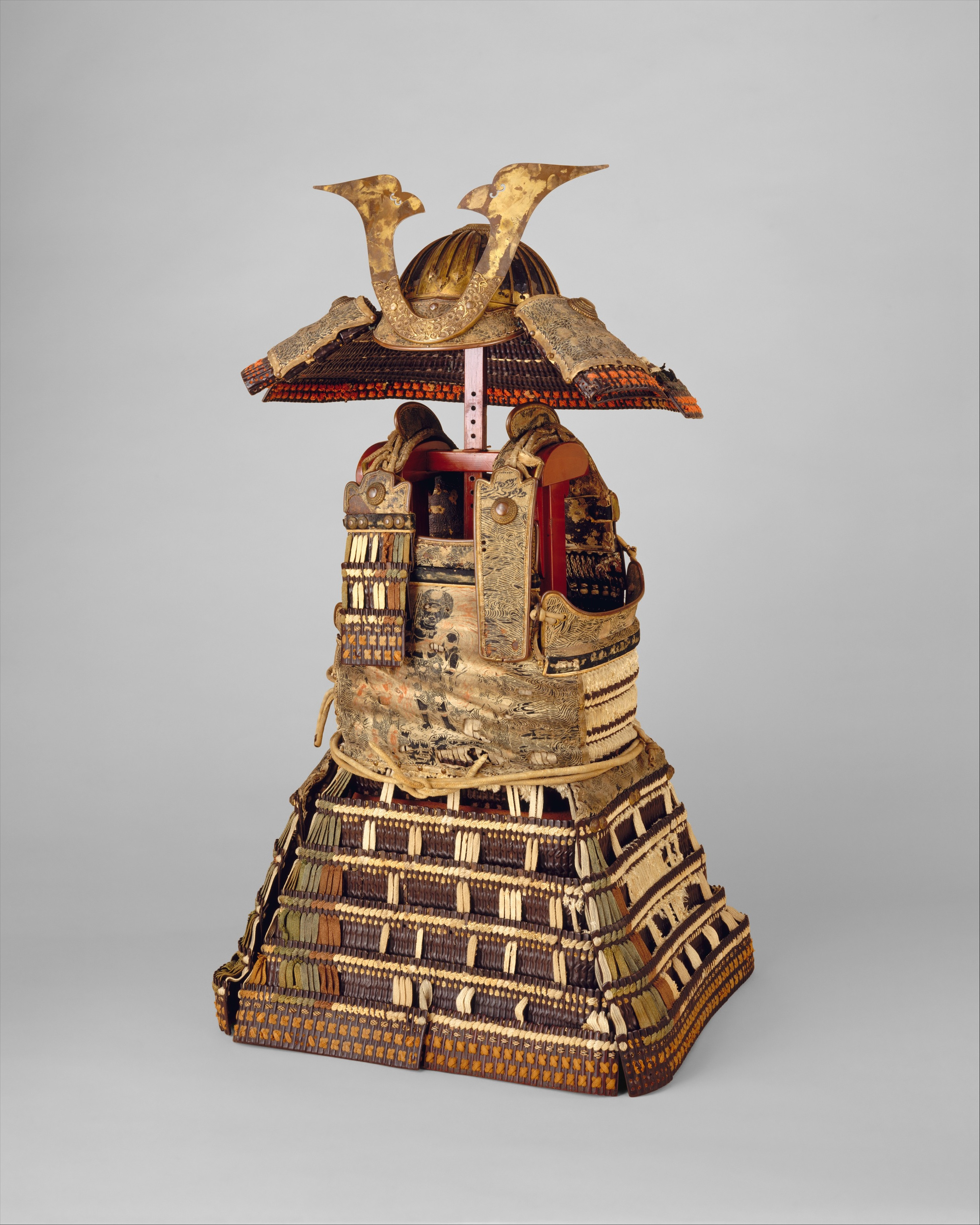
伝・足利尊氏所用の白糸褄取威大鎧（兜・袖欠）および黒韋腰白威筋兜、室町時代・14世紀初頭（メトロポリタン美術館蔵）

ユーラシア大陸の騎馬民族が使用し古墳時代に日本列島に伝来した小札甲に起源を持ち、奈良・平安時代前期に用いられた挂甲（裲襠式小札甲）、および短甲（胴丸式小札甲）のうち、挂甲（裲襠式小札甲）から発展したと考えられている。
挂甲・短甲が古代律令体制以降の朝廷が製作する「官制」の甲冑であったのに対して、古代末から中世に始まる大鎧（および胴丸）は、地域の有力者達が個人的な戦闘用防具として所有した「私的」な甲冑の始まりと考えられている。
大陸由来の小札甲に始まるが、仏具の製作技法が用いられるなど平安時代の国風文化の中で日本列島独特の甲冑として確立した。大陸風の小札甲から日本列島独特の大鎧形式への変化の過程やその正確な時期については、遺品が乏しく明らかでないが、おおむね平安時代中期頃にその基本形式が確立したと考えられており、馬上で弓矢を撃ち合う合戦形式が中心であった平安～鎌倉時代に、おもに騎乗の上級武将が着用する鎧として普及した。
南北朝時代頃に集団戦・接近徒歩戦が盛んになると、それに対応するべく大鎧の形状も多少は変化してくるが、むしろ大鎧に代わって上級武士の間においても胴丸・腹巻が多く用いられるようになった。それにつれて次第に実戦から姿を消していき、家門の武威の象徴や奉納・贈答品としての性格を帯びてくるようになる。さらに室町時代末期の戦国時代になると、南蛮貿易を通じて手に入れた西洋甲冑のエッセンスを取り入れつつ火縄銃や槍といった新兵器への対策を講じ、さらには生産性・規格性などにも配慮しながら大規模戦闘に対応した当世具足が生まれ、ほぼ完全に大鎧は近世以降の実戦から駆逐された。
だが、その外見の重厚さ・華美さおよび格式の高さから、絵画の中では当世具足の代わりに描かれることもあった。また戦乱のなくなった江戸時代には、復古調の鎧として大名家などで象徴的に用いられた。だがそれら江戸時代において新造されたものは当世具足の形状が入ったものが多いため、あくまで大鎧ではなく（大鎧を模した）当世具足として分類されることがある。
- 大鎧を着た武士たち（『平治物語絵詞』）
- 島津斉彬所用の大鎧様式の甲冑で、白糸裾萌葱紺威鎧 兜・大袖・小具足付。江戸時代・19世紀（東京富士美術館蔵）

## 特徴・構造

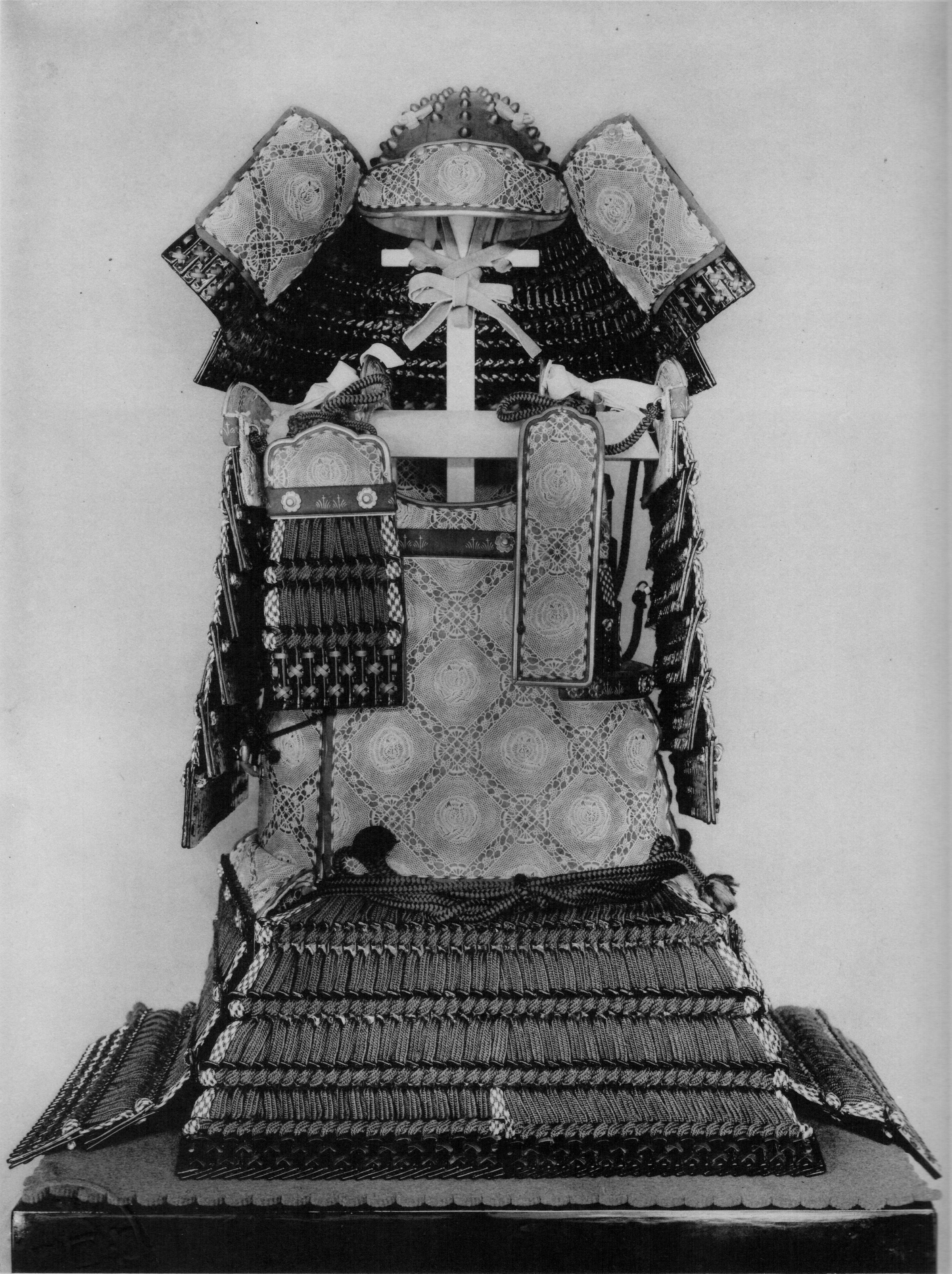
大山祇神社所蔵・紺糸威大鎧の復元模造品。

兜・鎧（胴）・袖の3つの部品で一揃えとし、腹巻や胴丸と同じく多くの部分が小札（こざね、後述）により形成されている。平安時代の戦闘は一騎駆けの騎馬戦が主であり、馬上から敵を左に見て矢を射掛けるのが基本であった。そのため大鎧は弓の使用や矢による攻撃への防御を重視した構造となっており大袖（おおそで）・鳩尾板（きゅうびのいた）・栴檀板（せんだんのいた）等の部品が付属し、兜の吹返しも大きい。

### 鎧

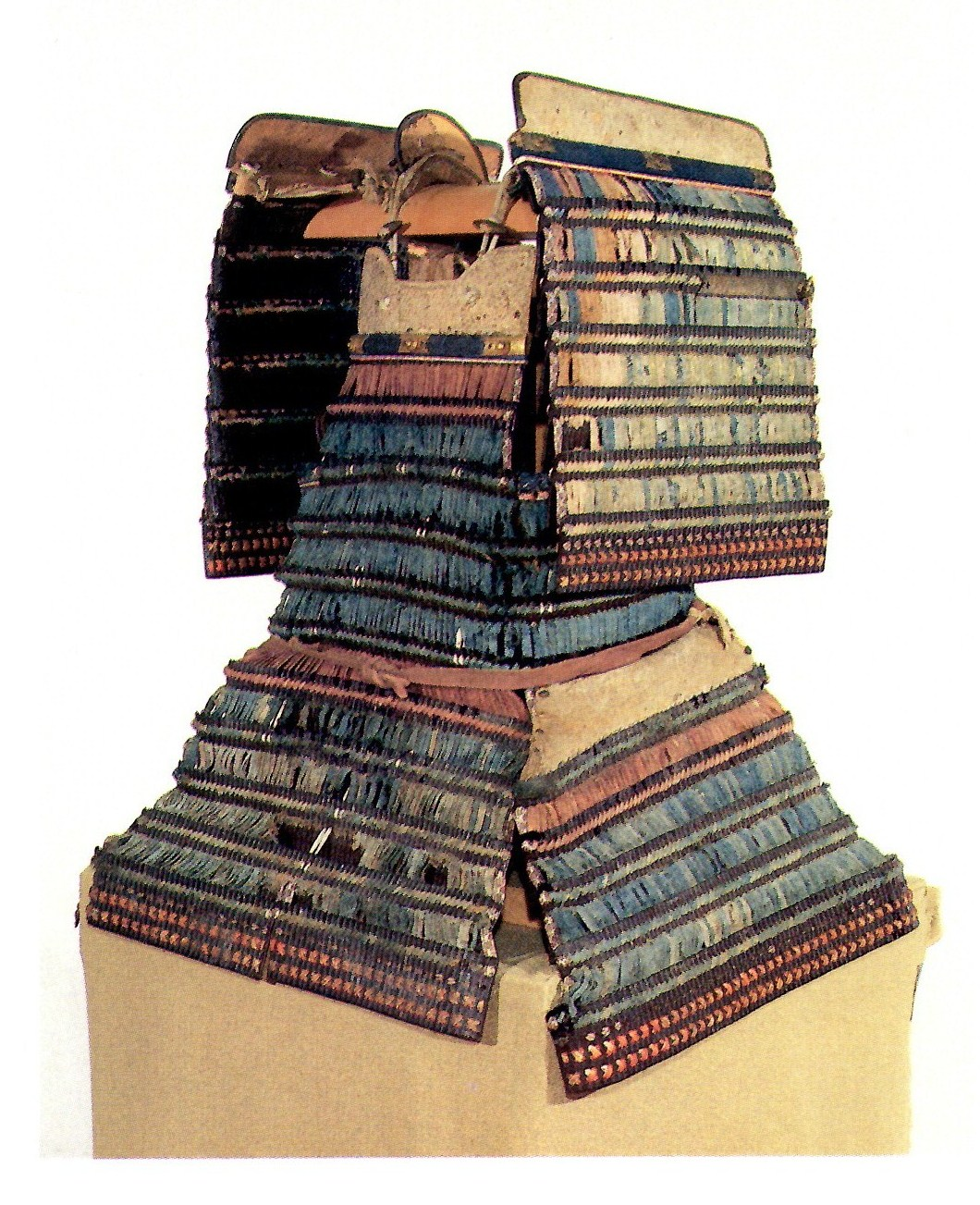
大山祇神社所蔵・萌黄綾威腰取鎧（伝河野通有奉納、重文）

馬上での騎射を中心とした攻防に重点を置く乗馬戦闘のための鎧で、徒歩戦には向かない構造である。初期のものは胴の腰部が絞られておらず台形状の外見をしているため、徒歩立ちの状態では鎧の重量の大部分が肩にかかる。大鎧を着て立つと肩で重量を支えることになり、得物を振るう所作には困難が伴うが、馬上では鎧の重量は鞍（あるいは馬体）にかかって安定し、着用者の負担は軽減される。時代が下るにつれて、徐々に台形状から腰部を絞った形になっていった。
鎧本体は平面状の構造をしており、広げると一枚の板になる。（着用者から見て）正面～左側面～背面までの3面が一続きとなり、空いた右面は脇楯（わいだて）と呼ばれる別部品により覆われる。また背面には鎧の構造を柔軟にするための逆板（さかいた）を設け、肩に掛ける肩上（わたがみ）の上には障子の板（しょうじのいた）を垂直に立て、袖が着用者の頭部や首に当たることを防いだ。腰部には鼠径部・大腿部を守る草摺（くさずり）が付属する。
鎧の下には鎧直垂（よろいひたたれ）という細身に仕立てた直垂を着用する。

### 胸板（むないた）
胴前面の最上段にある板を胸板と呼ぶ。おにだまりとも呼ぶ。
鉄板でできていることが多く、強固である。

### 大袖（おおそで）
鎧の胴の左右に垂下し、肩から上腕部を防御する楯状の部品。胴と同様に小札で作られ、通常6段の小札を使用するが、鎌倉時代には7段となった。騎射戦闘が重要だった当時、飛来する矢を防ぐため、後世の袖に比べ大きく作られている。左の袖を射向の袖（いむけのそで）、右の袖を馬手の袖（めてのそで）と呼び、騎射時に敵と正対する左の袖の方をより堅牢に作ってある。

### 栴檀板（せんだんのいた）・鳩尾板（きゅうびのいた）
弓を射る時に開く脇と胸部を防御する楯状の部品。鎧の胴の前面に垂下する形で付属する。右脇が栴檀板、左脇が鳩尾板。右の栴檀板は、弓を引いたり刀剣を振るう際に屈伸可能なよう、3段からなる革製ないし鉄製の小札で構成される。一方で急所に近い鳩尾板は1枚の鉄板とする例が多い。元来は両板とも栴檀板と呼ばれており、鳩尾の板が何を指していたのかは不明。

### 脇楯（わいだて）
体の右に当てて、鎧の間をふさぐ部品。壺板（つぼいた）とよばれる鉄製の板の下に、革製の蝙蝠付（こうもりづけ）を付け、そこから草摺を垂らした構造をしている。壺板は、脇や胴体になじむように曲線を描いた形状で作られている。

### 草摺（くさずり）
草摺は前後左右の4枚からなり平面的な形状である。上述のように右の1枚のみ脇楯から下がっている。5段の小札で作られ、騎乗の際に邪魔になるため前部の前の草摺（まえのくさずり）と後部の引敷の草摺（ひっしきのくさずり）の最下部は左右2つに分かれている。またそのためか、前・後が4段で作られた例も少数ながらある。左部のものを弓手の草摺（ゆんでのくさずり、「太刀懸の草摺」・「射向の草摺」とも）、右部のものを脇楯の草摺（わいだてのくさずり）と呼ぶ。

### 兜

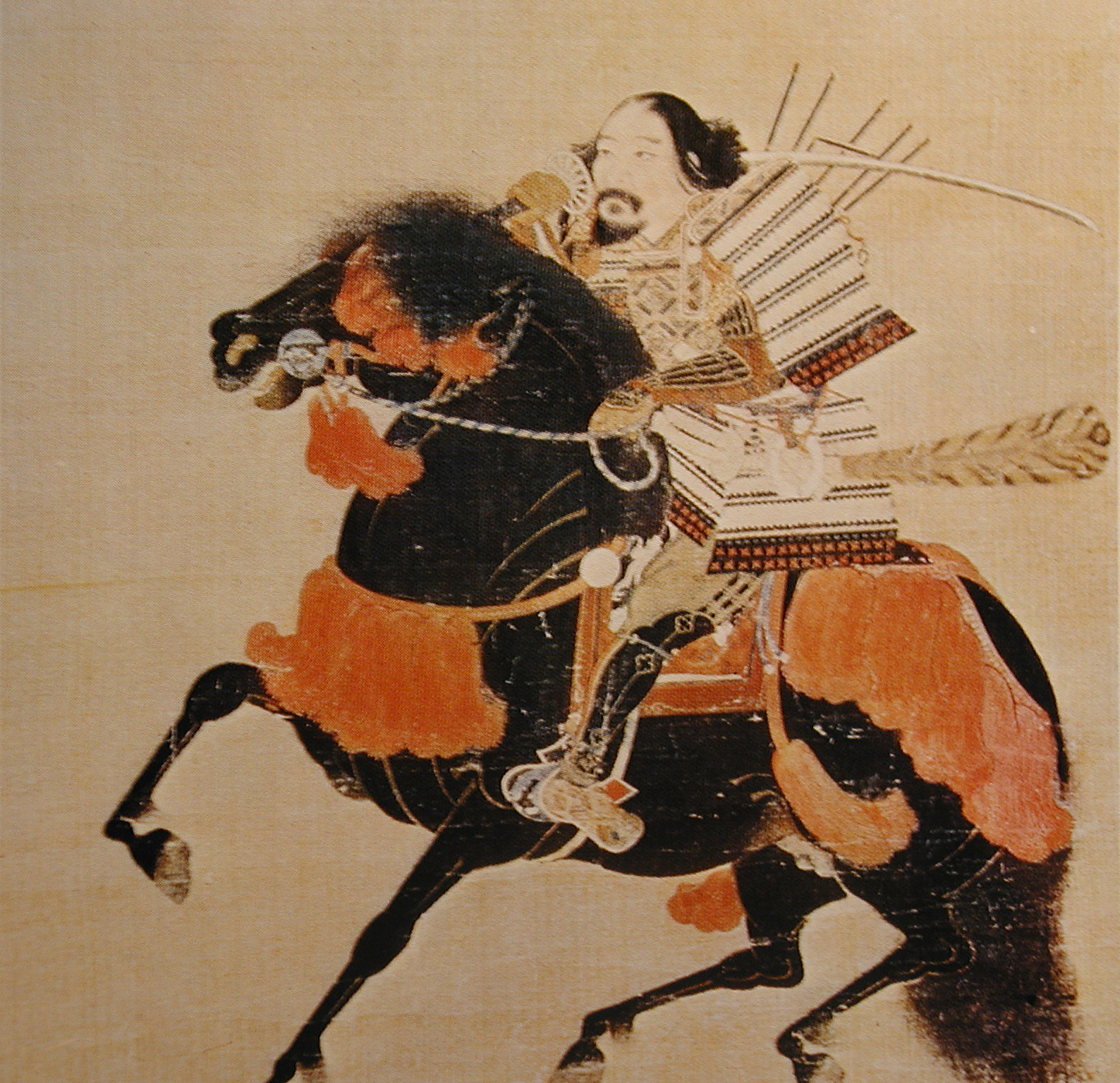
乱髪の武士。他の部分にも後期（南北朝時代ころ）の様式が混じった大鎧姿。

主に星兜、のちに筋兜が大鎧とともに用いられた。いずれも鉄板を張り合わせた兜鉢の裾に、小札で構成した「しころ」（漢字は「革」偏に「毎」）を付ける。大鎧に付属する兜は、顔面の両側を防御する吹返（ふきかえし）が後世のものより大きく張り出しており、頭部への矢に対する防御が図られている。
兜の下には捼烏帽子（なええぼし）という軟らかい烏帽子を着用し、後の時代には鉢巻も同時に着用するようになった。毛髪は髻（もとどり）として、烏帽子とともに天辺（てへん、兜の頭頂部）の穴から出していたが、鎌倉時代中期ころから髻にせず乱髪（らんぱつ）にして烏帽子をかぶるようになった。

### その他
通常、籠手は左手のみに着用する片籠手（かたごて）という様式をとり、右手は直垂の袖口を絞り、弦を引く指を補強する弓懸（ゆがけ）という皮手袋を着ける。白兵戦や近接格闘などに備えて両手に籠手を着用する場合は両籠手（もろごて）と呼ばれた。脚部は脛巾（はばき）という脚絆の上から臑当を着け、足袋と貫（つらぬき）または馬上靴という毛皮の靴を履く。
以上に、太刀と腰刀、弓、矢を入れた箙（えびら）、予備の弦を巻きつけておくためのドーナツ形の器具弦巻（つるまき）を身に着け、大鎧の正式の姿になるとされる。
合戦では鎧の上から母衣を纏うこともあった。

## 用語

### 小札（こざね）
大鎧の主体部は小札と呼ばれる牛の皮革製、または鉄製の短冊状の小さな板で構成されている。小札には縦に2列または3列の小穴が開けられ、表面には漆が塗られている。これを横方向へ少しずつ重ねながら連結した板状のものを、縦方向へ幾段にも繋ぎ合わせる（威す・おどす）ことにより鎧が形成されている。こうした構成により、着用者の体の屈伸を助ける。なお、重量軽減のため、革小札を主体として、要所に適宜鉄小札を混じえる例が多い。これは金交（かなまぜ）と呼ばれる。大鎧の小札の紐の組み方は無数にあるが、複雑なものは4種類ほどある。
小札の名称は当世具足で大きな札板が発生したことによって生じたものであり、古くは札板と呼ばれていた。

### 威毛（おどしげ）
上述の小札を、色糸やなめし革の紐を用いて縦方向に連結することを「威す」といい（「緒通す」がその語源とされている）、連結したものを縅と言う。小札の穴を通して繋ぎ合わせる組紐（絲）や韋（かわ）。威の色・模様・材質等により紺絲威（こんいとおどし）、匂威（においおどし）、小桜韋黄返威（こざくらがわきがえしおどし）等と呼ばれ、色彩豊かな国風の鎧が形成された。

### 絵韋（えがわ）
鎧や兜の吹返し表面に張られた鹿の皮革。「画韋」とも記される。鹿のなめし革の上面を削り柔らかくして文様を染めたもので、昔は文様を切り抜いた型紙を革に当てて足で踏み込み、浮き出た部分に染料を引いて作った。斜めに交差する線を基調とした襷格子（たすきごうし）柄や獅子、不動明王等の模様が型染めで描かれた。胴前面には弓の弦や腕が小札に引っかかるのを防ぐ為に弦走韋（つるばしりのかわ）と呼ばれる絵韋が張られ、平面状に仕上げられている。しかし、矢を放った時には弓の弦は身体の外側を通るため、実際には弦は引っかかりも擦りもしない。そのため、本来の用途は鎧の形状を保つためと考えられている。

## 国宝の大鎧
製作年代については、研究者や文献により若干の違いがある。また、「糸」「絲」の表記は便宜上前者に統一した。
平安時代前期
- 沢潟威鎧（大山祇神社蔵）

平安時代後期
- 赤糸威鎧（武蔵御嶽神社蔵） - 伝・畠山重忠奉納
- 小桜韋威鎧　兜・大袖付（菅田天神社蔵） - 武田家伝来
- 紺糸威鎧（厳島神社蔵） - 伝・平重盛奉納
- 小桜韋黄返威鎧（厳島神社蔵） - 伝・源為朝所用
- 紺糸威鎧（大山祇神社蔵） - 伝・河野通信所用
- 赤糸威胴丸鎧（兜欠）（大山祇神社蔵） - 伝・源義経奉納
- 赤韋威鎧（岡山県立博物館蔵）

鎌倉時代前期
- 紫綾威鎧（兜欠）（大山祇神社蔵）

鎌倉時代後期
- 赤糸威鎧（菊金物）（櫛引八幡宮蔵）
- 赤糸威鎧（梅鶯金物）（春日大社蔵）
- 赤糸威鎧（竹雀虎金物）（春日大社蔵）
- 白糸威鎧（日御碕神社蔵）
- 浅葱綾威鎧（厳島神社蔵）

南北朝時代
- 白糸威褄取鎧（櫛引八幡宮蔵） - 伝・南部信光奉納

## ギャラリー

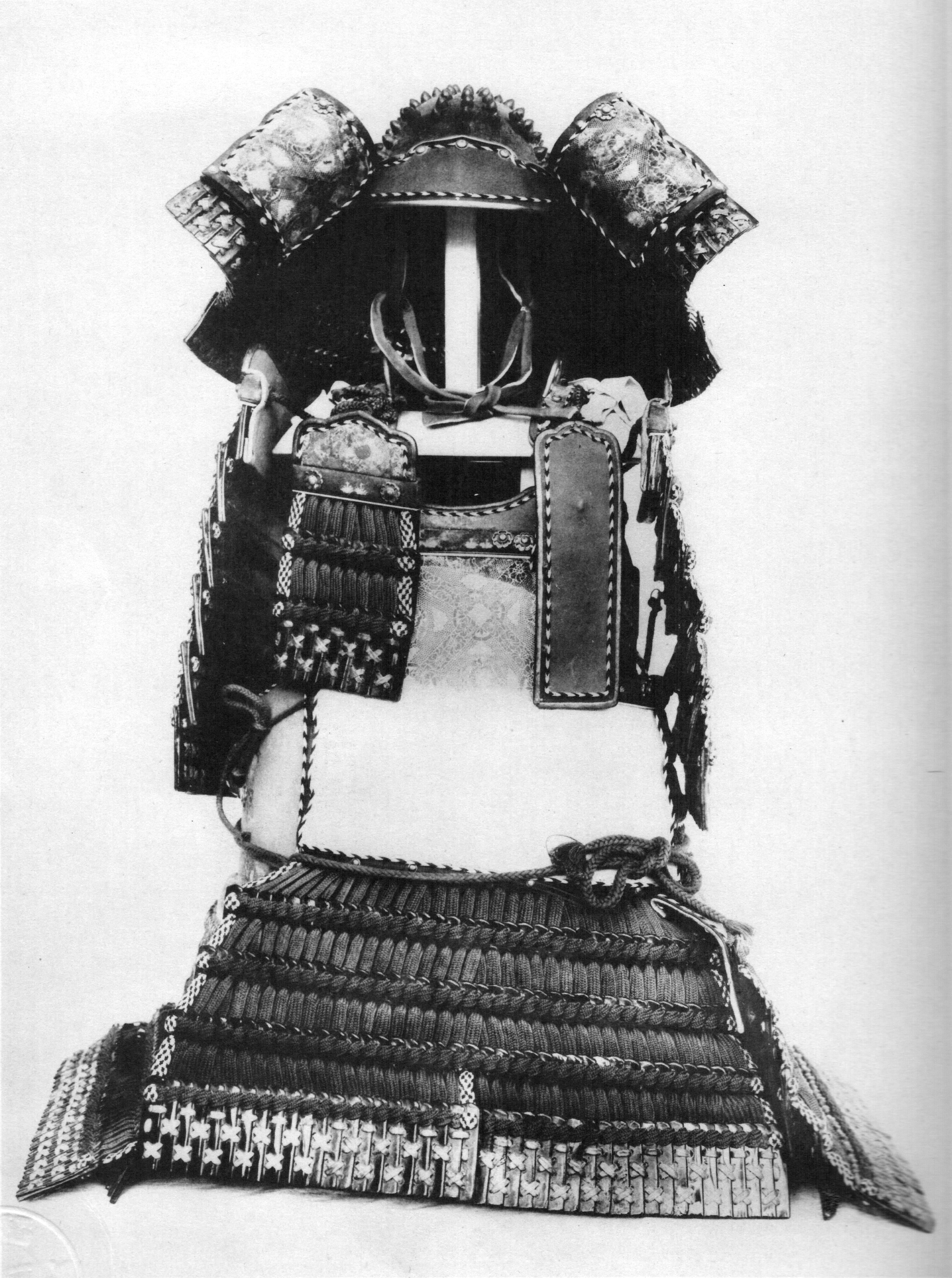
紺糸威鎧、大山祇神社蔵。国宝
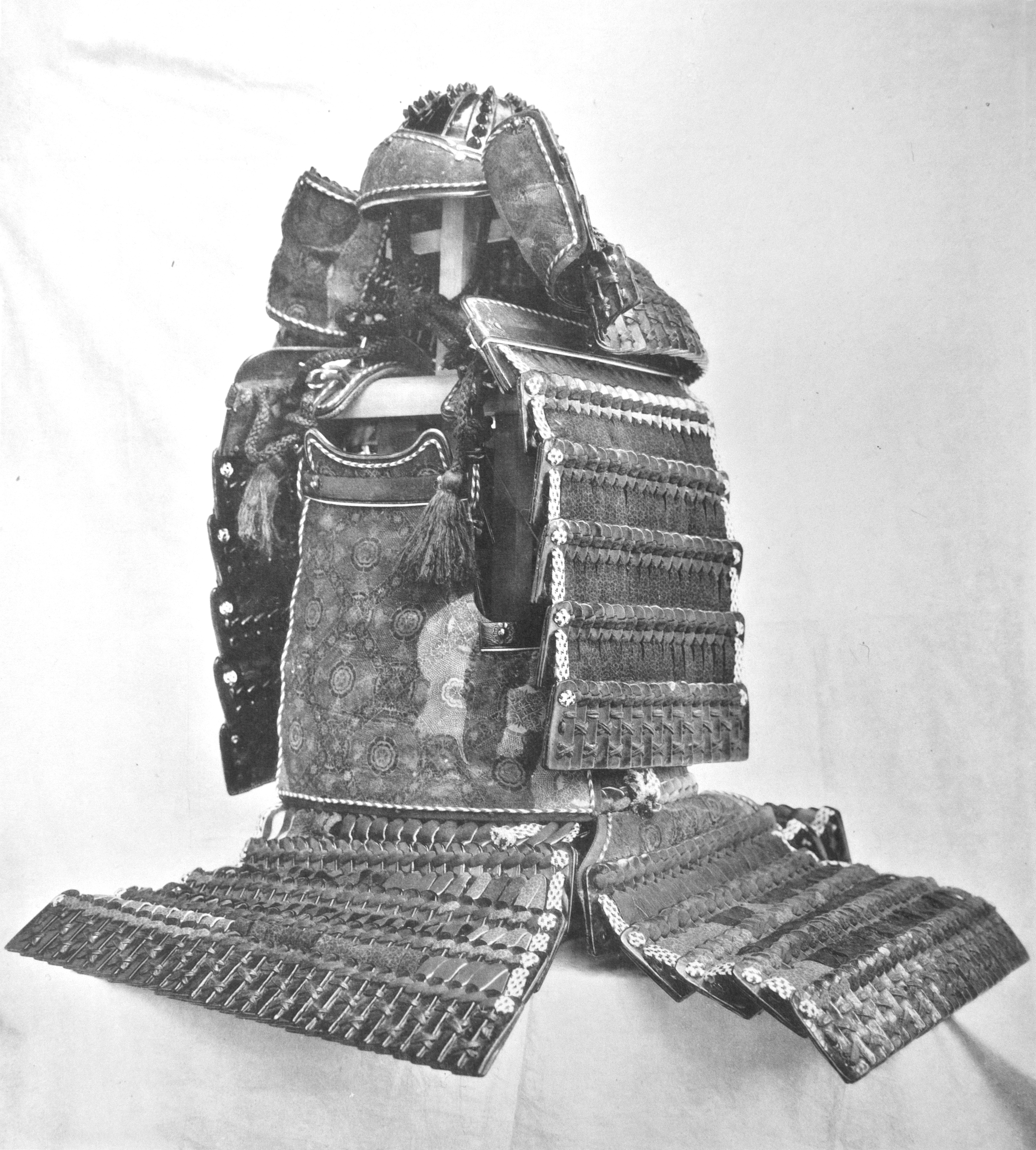
小桜革黄返威鎧、厳島神社蔵。国宝
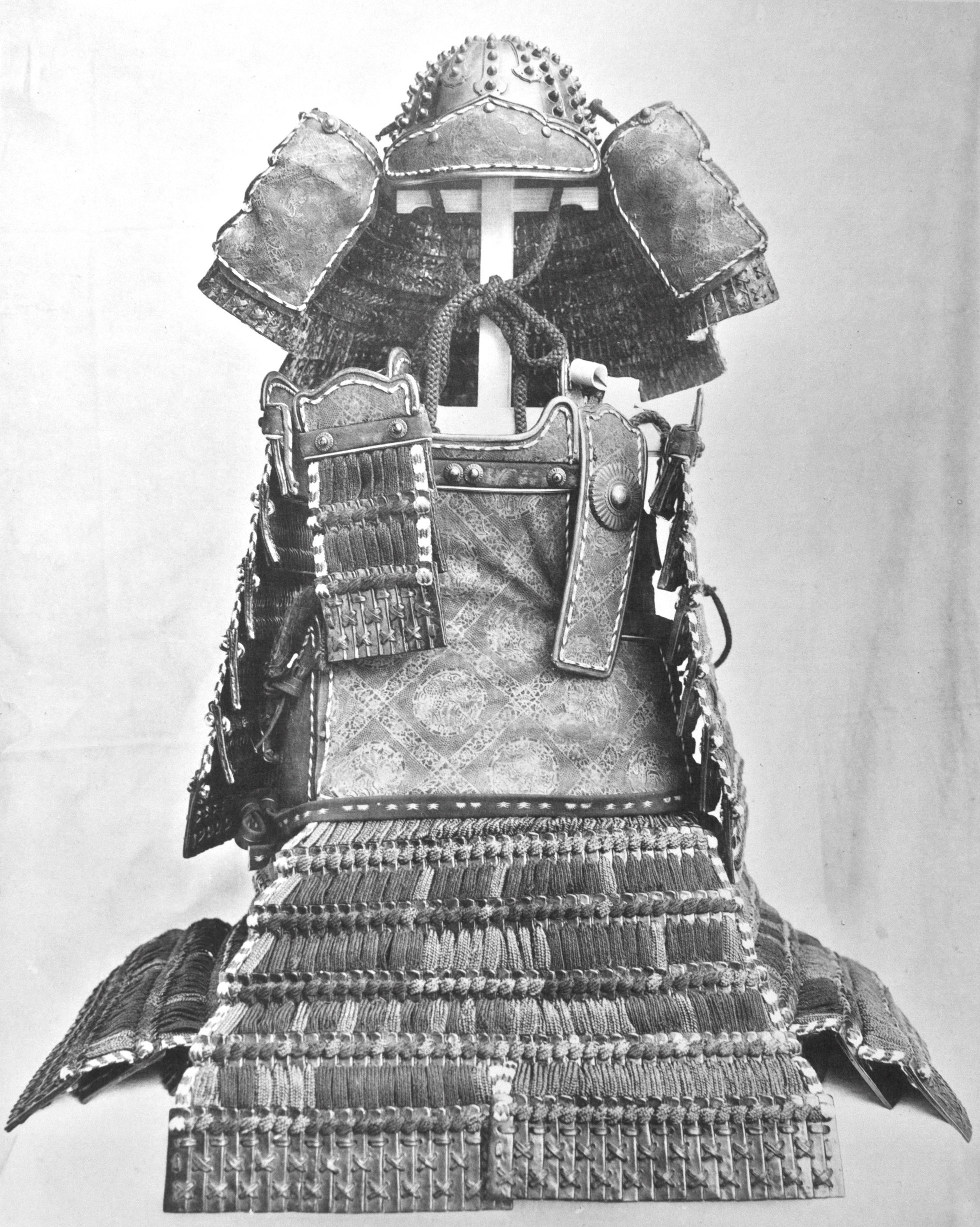
紺糸威鎧、厳島神社蔵。国宝
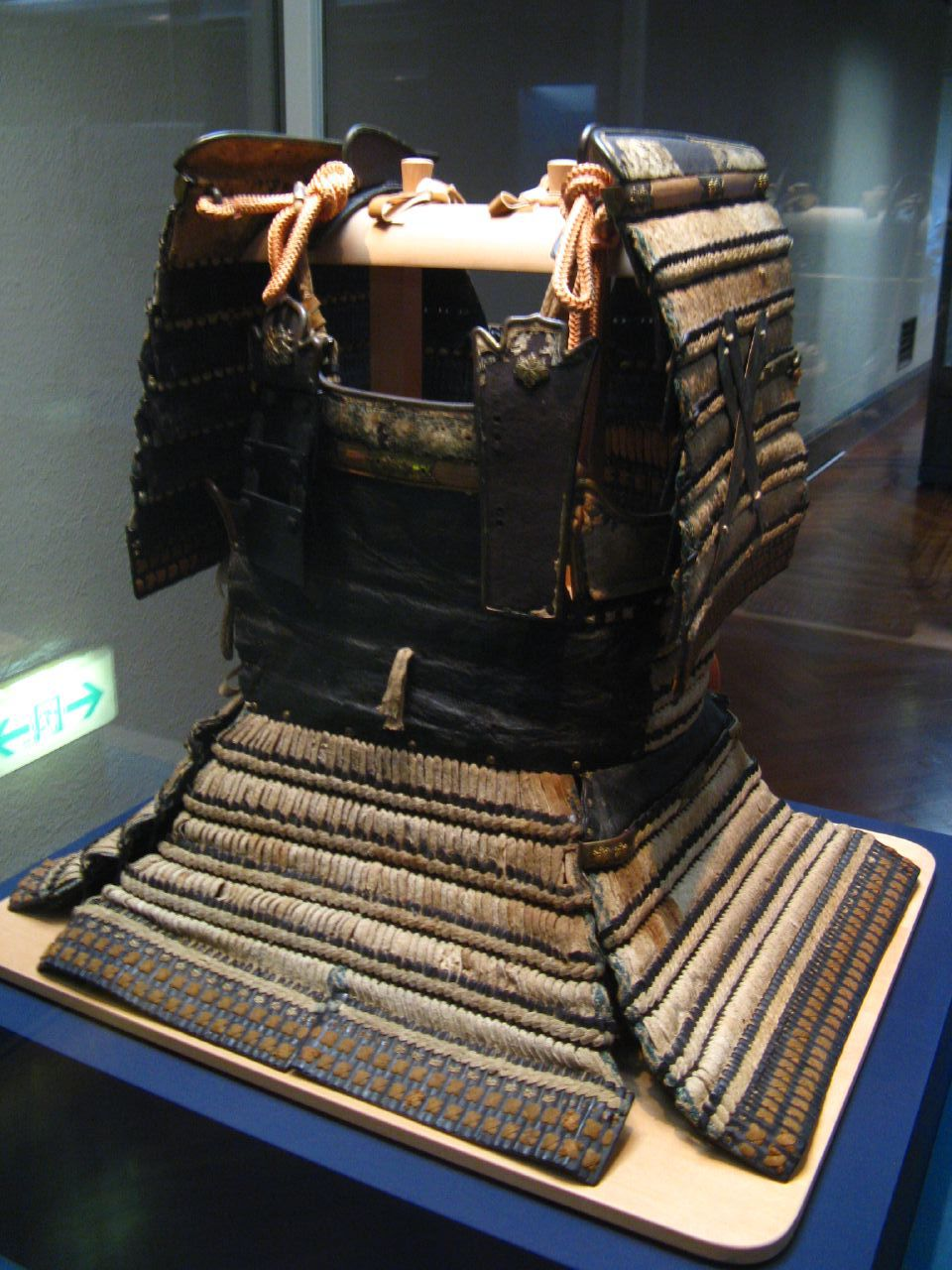
白糸威鎧、長谷寺蔵。重文
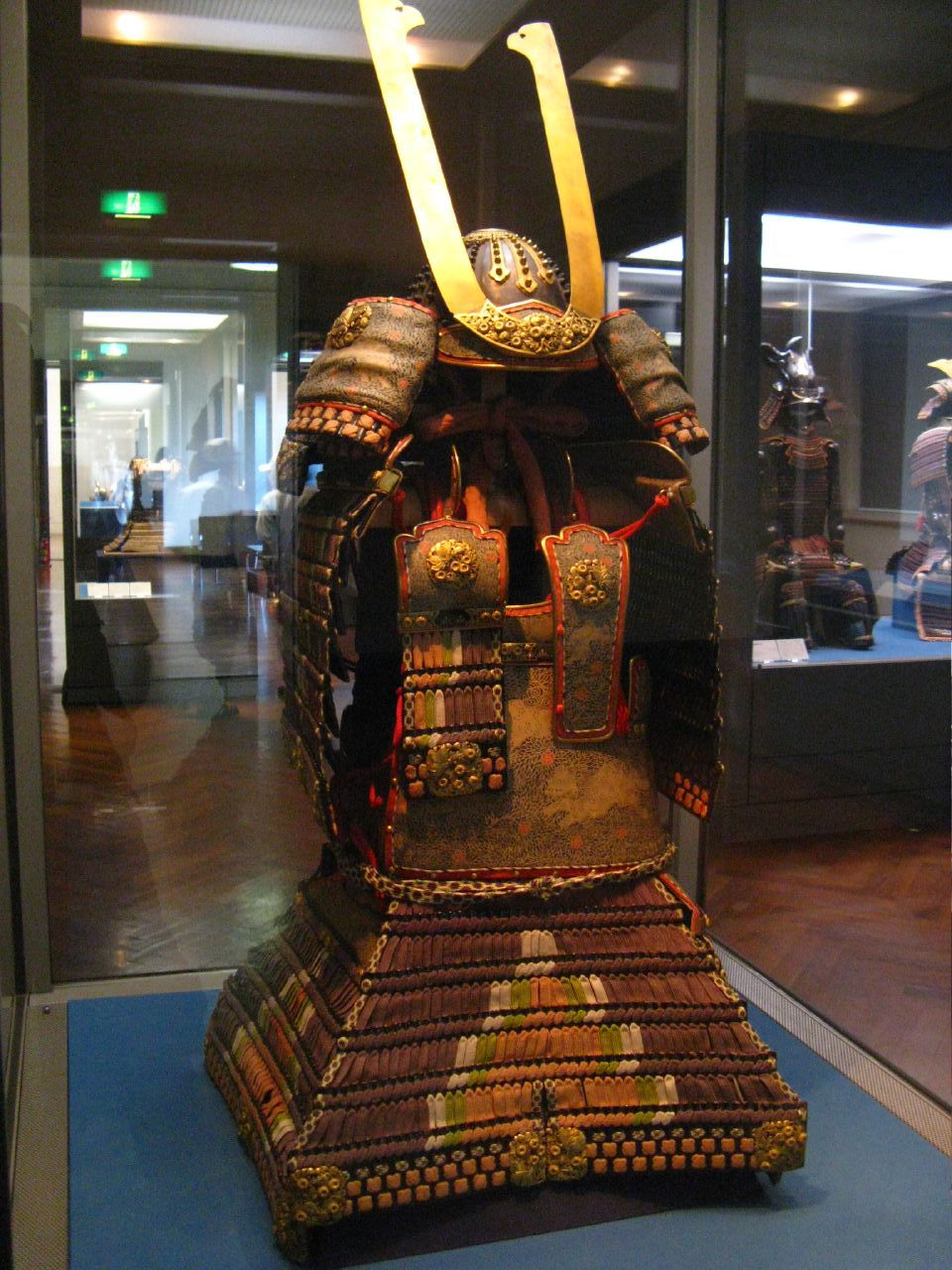
沢瀉縅大鎧、東京国立博物館蔵
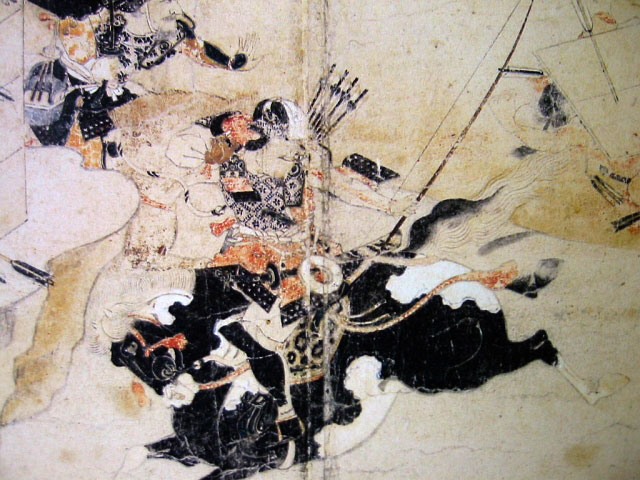
『後三年合戦絵詞』の中の大鎧。
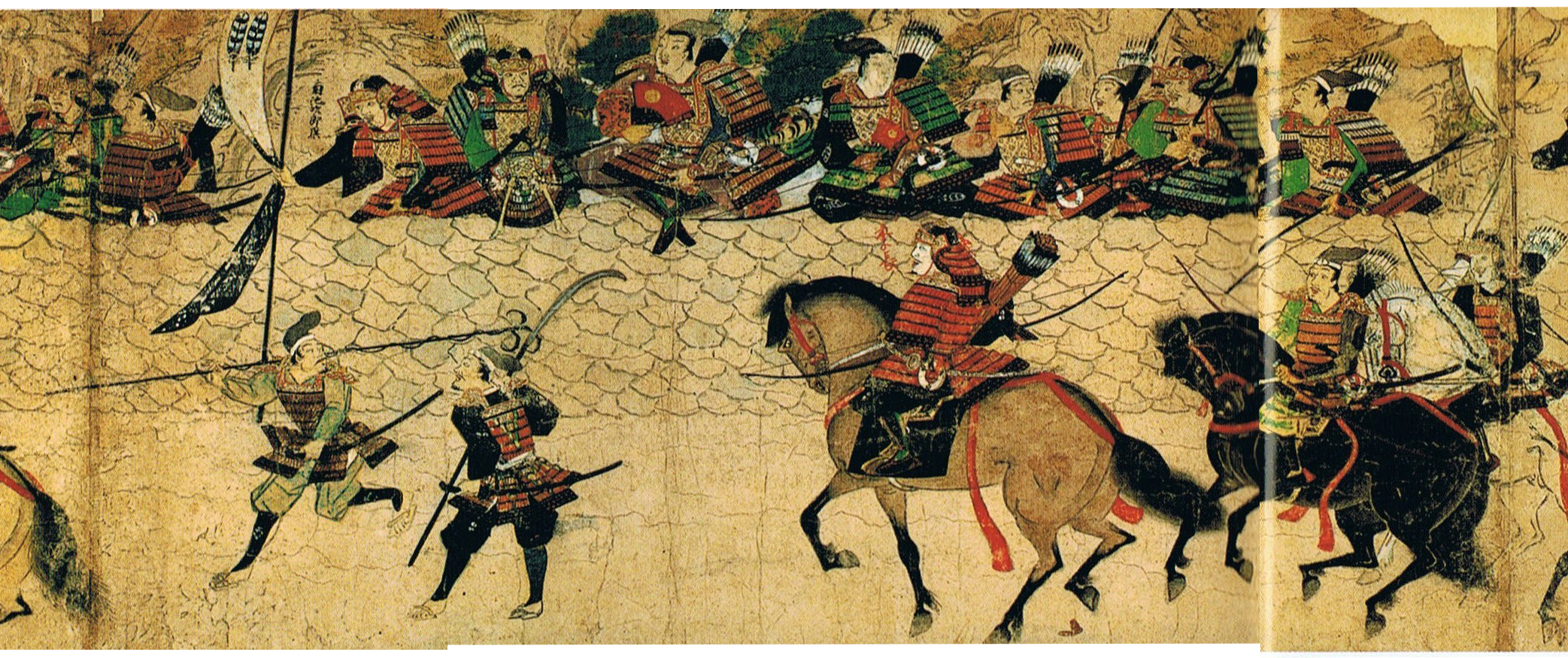
『蒙古襲来絵詞』の中の大鎧。
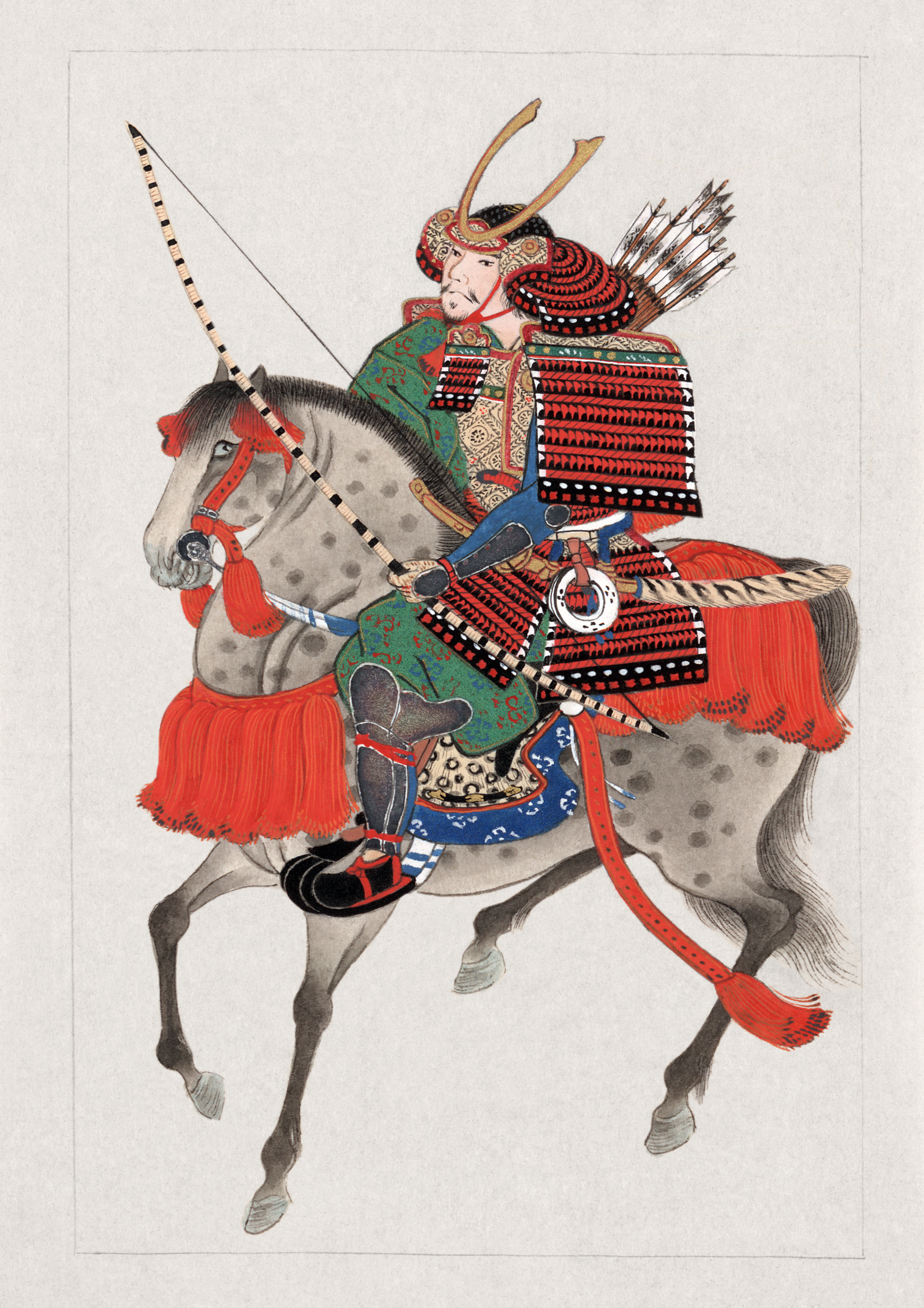
明治時代に描かれたとされる大鎧の武者絵。臑当が新しい様式をしている。
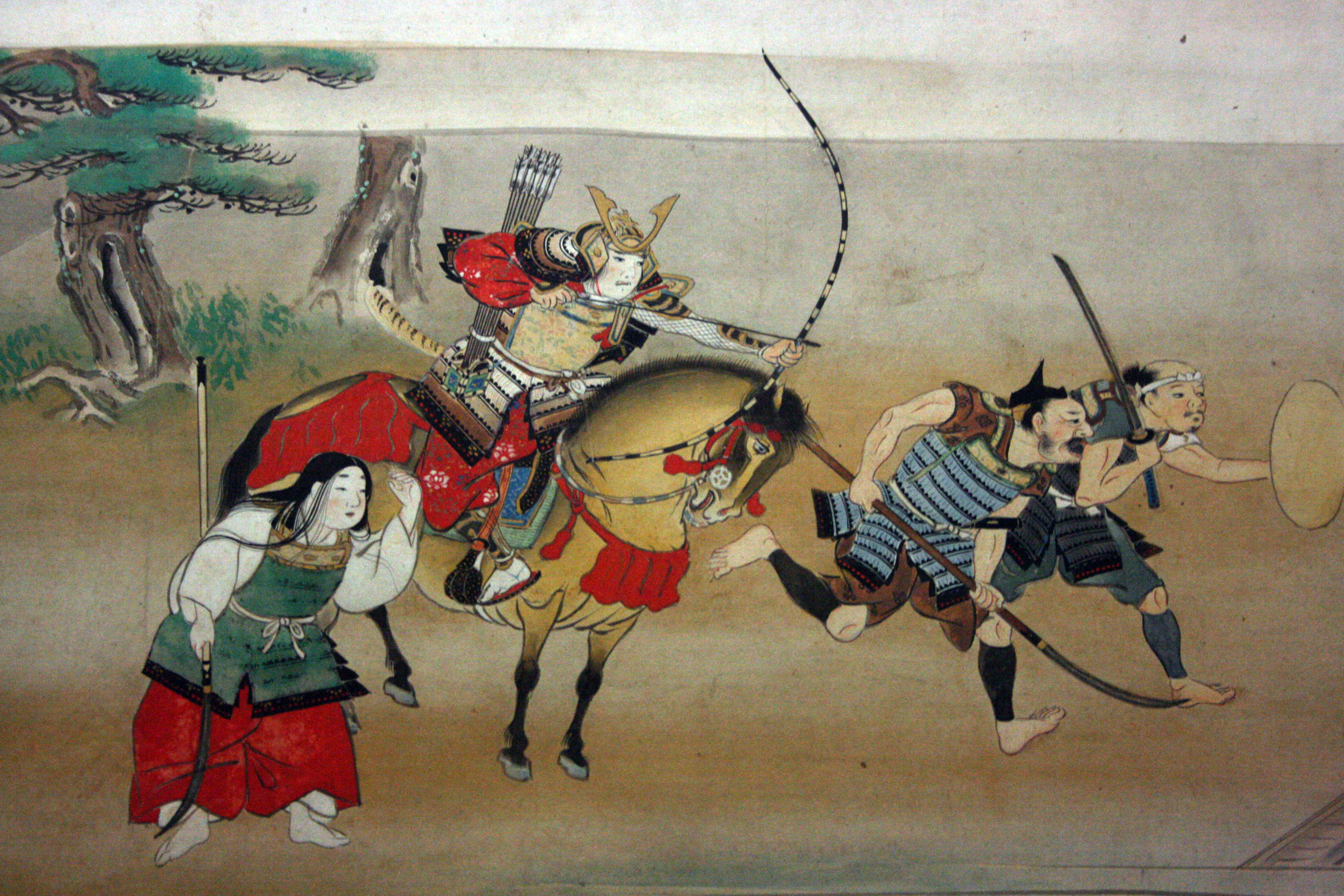
イラスト、16世紀
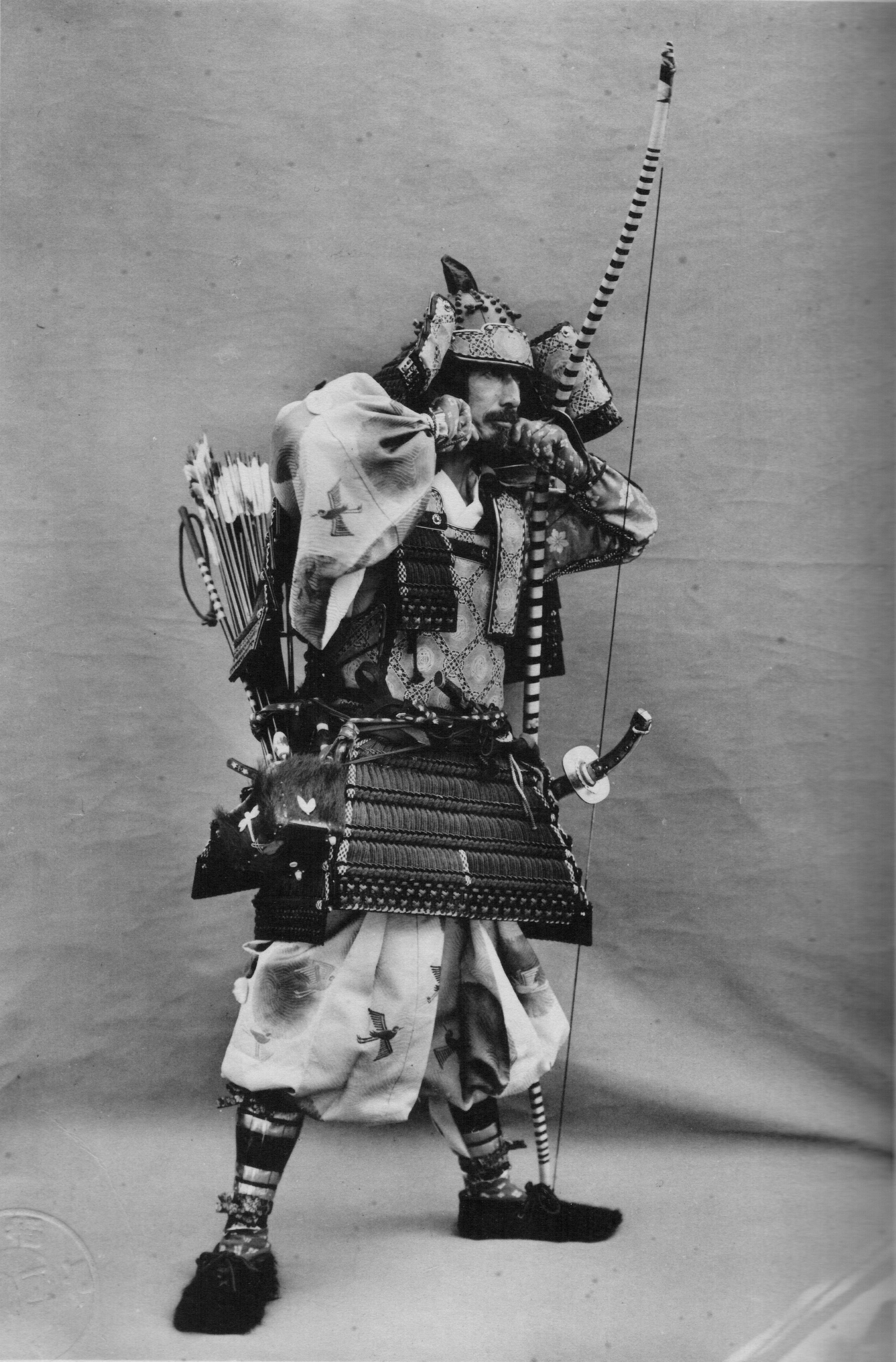
大鎧を着用した男性。